# 甲磺酸酐
甲磺酸酐是甲磺酸的酸酐。它与甲磺酰氯一样，可用于制备甲磺酰酯。它有市售品，也可以在实验室通过五氧化二磷和甲磺酸在80 °C下的反应制备。
2 P2O5 + 6 CH3SO3H → 3 (CH3SO2)2O + 4 H3PO4